# Debbie Meyer
Deborah Elizabeth (Debbie) Meyer (Annapolis (Maryland), 14 augustus 1952) is een Amerikaans zwemmer.

## Biografie
Tijdens de Pan-Amerikaanse Spelen 1967 won Meyer de gouden medaille op de 400 en 800 meter vrije slag.
Meyer behaalde haar grootste successen tijdens de Olympische Zomerspelen van 1968 met het winnen van de 200, 400 en 800 meter vrije slag.
Meyer zwom 15 wereldrecords en stopte op 18 jarige leeftijd.

## Internationale toernooien
| Jaar | Olympische Spelen                                   | Pan-Amerikaanse Spelen            |
| ---- | --------------------------------------------------- | --------------------------------- |
| 1967 |                                                     | 400m vrije slag · 800m vrije slag |
| 1968 | 200m vrije slag · 400m vrije slag · 800m vrije slag |                                   |

1968: Debbie Meyer ·
1972: Shane Gould ·
1976: Kornelia Ender ·
1980: Barbara Krause ·
1984: Mary Wayte ·
1988: Heike Friedrich ·
1992: Nicole Haislett ·
1996: Claudia Poll ·
2000: Susie O'Neill ·
2004: Camelia Potec ·
2008: Federica Pellegrini ·
2012: Allison Schmitt ·
2016: Katie Ledecky ·
2020: Ariarne Titmus ·
2024: Mollie O'Callaghan
1924: Martha Norelius ·
1928: Martha Norelius ·
1932: Helene Madison ·
1936: Rie Mastenbroek ·
1948: Ann Curtis ·
1952: Valéria Gyenge ·
1956: Lorraine Crapp ·
1960: Chris von Saltza ·
1964: Ginny Duenkel ·
1968: Debbie Meyer ·
1972: Shane Gould ·
1976: Petra Thümer ·
1980: Ines Diers ·
1984: Tiffany Cohen ·
1988: Janet Evans ·
1992: Dagmar Hase ·
1996: Michelle Smith ·
2000: Brooke Bennett ·
2004: Laure Manaudou ·
2008: Rebecca Adlington ·
2012: Camille Muffat ·
2016: Katie Ledecky ·
2020: Ariarne Titmus ·
2024: Ariarne Titmus
1968: Debbie Meyer ·
1972: Keena Rothhammer ·
1976: Petra Thümer ·
1980: Michelle Ford ·
1984: Tiffany Cohen ·
1988: Janet Evans ·
1992: Janet Evans ·
1996: Brooke Bennett ·
2000: Brooke Bennett ·
2004: Ai Shibata ·
2008: Rebecca Adlington ·
2012: Katie Ledecky ·
2016: Katie Ledecky ·
2020: Katie Ledecky